# U-17-Fußball-Europameisterschaft 2017
| Europameister Finale Halbfinale Play-off-Sieger | WM-Play-off-Spiel Viertelfinale Vorrunde |

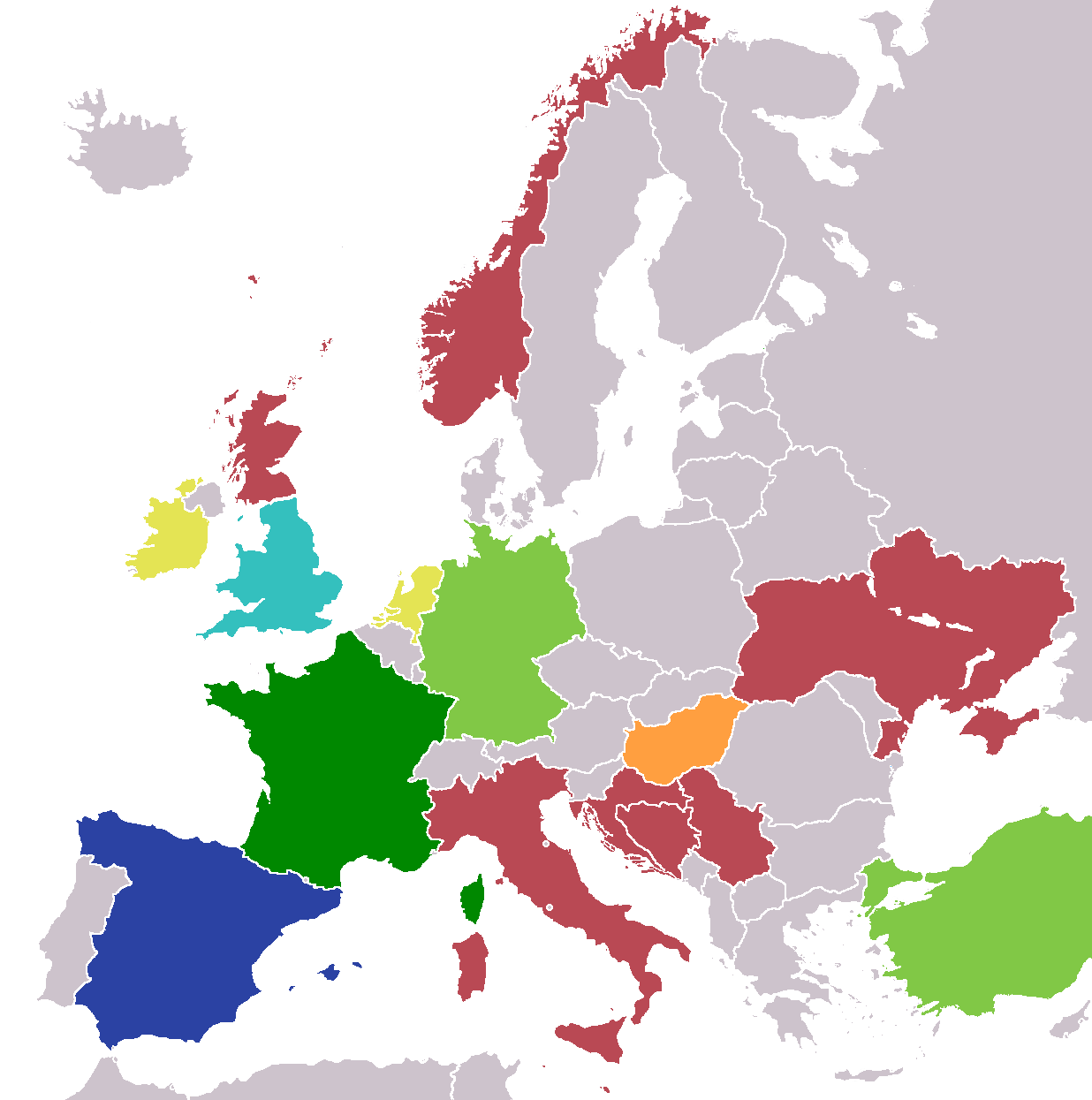

Die Endrunde der 35. U-17-Fußball-Europameisterschaft hat vom 3. bis zum 19. Mai 2017 in Kroatien stattgefunden. Es war die erste Endrunde eines UEFA-Wettbewerbs in Kroatien. Alle UEFA-Mitgliedsverbände hatten sich um die Teilnahme beworben. Kroatien wurde neben dem Ausrichter für 2018 auf der Sitzung des UEFA-Exekutivkomitee am 26. Januar 2015 ausgewählt. Der Wettbewerb diente gleichzeitig als Qualifikation für die U-17-Fußball-Weltmeisterschaft 2017 in Indien, die vom 6. bis zum 28. Oktober stattfinden soll.

## Qualifikation

### Erste Runde
Die erste Qualifikationsrunde, an der außer Gastgeber Kroatien und Deutschland alle Bewerber teilnehmen, wurde am 3. Dezember 2015 ausgelost. Deutschland erhielt vorab ein Freilos für die Eliterunde. Die übrigen 52 Mannschaften spielten in 13 Gruppen mit je vier Mannschaften. Die Gruppenersten und -zweiten sowie die fünf besten Gruppendritten qualifizierten sich für die Eliterunde. Die Qualifikation startete am 22. September 2015. Die Partien jeder Gruppe wurden als Mini-Turnier in einem Gastgeberland aus der jeweiligen Gruppe gespielt.
Österreich traf in Gruppe 6 auf Rumänien, England und Aserbaidschan. Mit Siegen gegen Rumänien (2:1) und Aserbaidschan (3:1), sowie einer Niederlage gegen England (2:3) qualifizierte man sich als Gruppenzweiter für die Eliterunde. Die Schweiz traf in Gruppe 3 auf Luxemburg, Tschechien und die Färöer. Mit zwei Siegen gegen Luxemburg (2:1) und die Färöer (3:0), sowie einem Unentschieden gegen die tschechische Auswahl (3:3), qualifizierten die Eidgenossen sich als Gruppensieger für die Eliterunde.

### Eliterunde
In der Eliterunde wurden die verbleibenden Mannschaften in acht Gruppen mit je vier Mannschaften gelost. Die Auslosung der Gruppen fand am 13. Dezember 2016 in Nyon statt. Jede Gruppe spielte ein Mini-Turnier in einem Land aus. Die acht Gruppensieger sowie die sieben besten Zweitplatzierten Mannschaften qualifizierten sich für die Endrunde. Die Eliterunde fand vom 10. bis zum 28. März 2017 statt.
Die Auslosung ergab folgende Gruppen (Reihenfolge nach Endplatzierung, grün unterlegte Mannschaften waren für die Endrunde qualifiziert):
| Gruppe 1    | Gruppe 2 | Gruppe 3     | Gruppe 4     | Gruppe 5      | Gruppe 6     | Gruppe 7                  | Gruppe 8 |
| ----------- | -------- | ------------ | ------------ | ------------- | ------------ | ------------------------- | -------- |
| Deutschland | Ungarn 1 | Spanien      | Schottland 1 | Niederlande 1 | Frankreich   | England                   | Irland   |
| Türkei 1    | Norwegen | Portugal 1   | Serbien      | Italien       | Ukraine      | Bosnien und Herzegowina 1 | Färöer   |
| Finnland    | Israel   | Polen        | Schweiz      | Belarus       | Österreich 1 | Slowenien                 | Slowakei |
| Armenien    | Russland | Griechenland | Montenegro   | Belgien       | Schweden     | Tschechien                | Zypern 1 |

Die deutsche Auswahl von Trainer Christian Wück setzte sich mit drei Siegen aus drei Spielen als Gruppenerster durch und qualifizierte sich somit für die Endrunde. Zum Auftakt schlug man eine schwache armenische Mannschaft nach anfänglichen Problemen in der ersten Halbzeit am Ende deutlich mit 10:1, auch die Spiele gegen Finnland (6:2) und die Türkei (3:1) wurden souverän gewonnen. Die Mannschaft der Schweiz spielte in Gruppe 4 gegen Schottland, Serbien und Montenegro. Das erste Spiel gegen Serbien ging unglücklich mit 1:2 verloren, der Siegtreffer Serbiens durch Jovan Pavlović fiel erst in der dritten Minute der Nachspielzeit. Im zweiten Spiel konnte sich die Mannschaft gegen Montenegro mit 3:1 durchsetzen, Montenegro führte ab der 18. Spielminute mit 1:0, die drei Treffer der Eidgenossen fielen erst in der zweiten, dritten und fünften Minute der Nachspielzeit der zweiten Halbzeit. Das abschließende Spiel gegen die schottische Auswahl wurde mit 0:1 verloren, eine Bilanz von einem Sieg und zwei Niederlagen reichte nur zu einem dritten Rang, die Schweiz konnte sich somit nicht für die Endrunde qualifizieren. Die Mannschaft Österreichs spielte in Gruppe 6 gegen Frankreich, die Ukraine und Schweden. Nach einem Unentschieden gegen die Franzosen (1:1) und einem Sieg gegen Schweden (3:1) verlor man das letzte und entscheidende Spiel gegen die Ukraine mit 1:2. Das Siegtor der Ukrainer durch Oleksij Kaschtschuk fiel erst in der dritten Minute der Nachspielzeit. Mit einer Bilanz von einem Sieg, einem Remis und einer Niederlage belegte Österreich in der Abschlusstabelle den dritten Rang und konnte sich so nicht für die Endrunde qualifizieren. Titelverteidiger Portugal konnte sich als schwächster Gruppenzweiter nicht für die Endrunde qualifizieren.

## Teilnehmer
| - Kroatien (Gastgeber) - Deutschland (Sieger Gruppe 1) - Türkei (Zweiter Gruppe 1) - Ungarn (Sieger Gruppe 2) - Norwegen (Zweiter Gruppe 2) - Spanien (Sieger Gruppe 3) - Schottland (Sieger Gruppe 4) - Serbien (Zweiter Gruppe 4) | - Niederlande (Sieger Gruppe 5) - Italien (Zweiter Gruppe 5) - Frankreich (Sieger Gruppe 6) - Ukraine (Zweiter Gruppe 6) - England (Sieger Gruppe 7) - Bosnien und Herzegowina (Zweiter Gruppe 7) - Irland (Sieger Gruppe 8) - Färöer (Zweiter Gruppe 8) |

### DFB-Auswahl
Trainer: Christian Wück (* 9. Juni 1973)
| Position   | Name                | Verein              | Geburts- datum | Anzahl der Spiele | Tor | Gelbe Karte | Gelb-Rote Karte | Rote Karte |
| ---------- | ------------------- | ------------------- | -------------- | ----------------- | --- | ----------- | --------------- | ---------- |
| Torhüter   | Luca Plogmann       | Werder Bremen       | 10. März 2000  | 5                 | 0   | 0           | 0               | 0          |
| Torhüter   | Luis Klatte         | Hertha BSC          | 1. März 2000   | 0                 | 0   | 0           | 0               | 0          |
| Abwehr     | Alexander Nitzl     | FC Bayern München   | 11. Juli 2000  | 5                 | 0   | 0           | 0               | 0          |
| Abwehr     | Pascal Hackethal    | Werder Bremen       | 27. Jan. 2000  | 4                 | 0   | 0           | 0               | 0          |
| Abwehr     | Dominik Becker      | 1. FC Köln          | 9. Jan. 2000   | 3                 | 0   | 0           | 0               | 0          |
| Abwehr     | Jan Boller          | Bayer 04 Leverkusen | 14. März 2000  | 4                 | 0   | 2           | 0               | 0          |
| Abwehr     | Lars Lukas Mai      | FC Bayern München   | 31. März 2000  | 5                 | 1   | 0           | 0               | 0          |
| Mittelfeld | Şahverdi Çetin      | Eintracht Frankfurt | 28. Sep. 2000  | 3                 | 0   | 0           | 0               | 0          |
| Mittelfeld | Erik Majetschak     | RB Leipzig          | 1. März 2000   | 5                 | 1   | 0           | 0               | 0          |
| Mittelfeld | Elias Abouchabaka   | RB Leipzig          | 31. März 2000  | 5                 | 3   | 0           | 0               | 0          |
| Mittelfeld | Yannik Keitel       | SC Freiburg         | 15. Feb. 2000  | 4                 | 1   | 0           | 0               | 0          |
| Mittelfeld | John Yeboah         | VfL Wolfsburg       | 23. Juni 2000  | 4                 | 1   | 1           | 0               | 0          |
| Angriff    | Noah Awuku          | Holstein Kiel       | 9. Jan. 2000   | 3                 | 1   | 0           | 0               | 0          |
| Angriff    | Fiete Arp           | Hamburger SV        | 6. Jan. 2000   | 5                 | 7   | 1           | 0               | 0          |
| Angriff    | Eric Hottmann       | VfB Stuttgart       | 8. Feb. 2000   | 3                 | 1   | 0           | 0               | 0          |
| Angriff    | Dennis Jastrzembski | Hertha BSC          | 20. Feb. 2000  | 4                 | 0   | 0           | 0               | 0          |
| Angriff    | Kilian Ludewig      | RB Leipzig          | 5. März 2000   | 5                 | 0   | 0           | 0               | 0          |
| Angriff    | Maurice Malone      | FC Augsburg         | 17. Aug. 2000  | 3                 | 0   | 0           | 0               | 0          |

## Austragungsorte
Ursprünglich waren für diese Europameisterschaft acht Stadien als Spielorte vorgesehen, dieses Konzept wurde aber geändert. Die Endrunde fand schließlich in sieben Stadien statt, diese liegen geographisch eng beieinander im Norden des Landes.
| Stadt         | Stadion                    | Kapazität     |
| ------------- | -------------------------- | ------------- |
| Kostrena      | Stadion Žuknica            | 03.000 Plätze |
| Rijeka        | Stadion Rujevica           | 05.700 Plätze |
| Varaždin      | Stadion Anđelko Herjavec   | 10.800 Plätze |
| Velika Gorica | Stadion Radnik             | 08.000 Plätze |
| Zagreb        | Stadion Lučko              | 01.500 Plätze |
| Zagreb        | Stadion sv. Josipa Radnika | 01.200 Plätze |
| Zaprešić      | Stadion ŠRC Zaprešić       | 05.228 Plätze |

## Vorrunde

### Auslosung
Die Auslosung der Gruppen fand am 3. April 2017 in Zagreb statt. Gastgeber Kroatien ist als Kopf der Gruppe A gesetzt, die restlichen 15 Mannschaften wurden gemäß ihrer Ergebnisse aus der Eliterunde in zwei Lostöpfe aufgeteilt. In Topf 1 befanden sich die sieben besten Gruppensieger der Eliterunde, diese wurden an die Positionen 1 und 2 der Gruppen gelost, in Topf 2 befanden sich die restlichen acht Mannschaften (der verbleibende Gruppensieger sowie die sieben besten Gruppenzweiten), diese wurden an die Positionen 3 und 4 der Gruppen gelost.

### Modus
Die Vorrunde wurde in vier Gruppen mit jeweils vier Mannschaften ausgetragen. Die Gruppensieger und Zweitplatzierten qualifizierten sich für das Viertelfinale.
Wenn zwei oder mehr Mannschaften derselben Gruppe nach Abschluss der Gruppenspiele die gleiche Anzahl Punkte aufweisen, wird die Platzierung nach folgenden Kriterien in dieser Reihenfolge ermittelt:
a. höhere Punktzahl aus den Direktbegegnungen der betreffenden Mannschaften;
b. bessere Tordifferenz aus den Direktbegegnungen der betreffenden Mannschaften;
c. größere Anzahl erzielter Tore aus den Direktbegegnungen der betreffenden Mannschaften;
d. wenn nach der Anwendung der Kriterien a) bis c) immer noch mehrere Mannschaften denselben Platz belegen, werden die Kriterien a) bis c) erneut angewendet, jedoch ausschließlich auf die Direktbegegnungen der betreffenden Mannschaften, um deren definitive Platzierung zu bestimmen. Führt dieses Vorgehen keine Entscheidung herbei, werden die Kriterien e) bis h) angewendet;
e. bessere Tordifferenz aus allen Gruppenspielen;
f. größere Anzahl erzielter Tore aus allen Gruppenspielen;
g. geringere Gesamtzahl an Strafpunkten auf der Grundlage der in allen Gruppenspielen erhaltenen gelben und roten Karten (rote Karte = 3 Punkte, gelbe Karte = 1 Punkt, Platzverweis nach zwei gelben Karten in einem Spiel = 3 Punkte);
h. bessere Platzierung in der für die Auslosung der Qualifikationsrunde verwendeten Koeffizientenrangliste;
i. Losentscheid.
Trafen zwei Mannschaften im letzten Gruppenspiel aufeinander, die dieselbe Anzahl Punkte sowie die gleiche Tordifferenz und gleiche Anzahl Tore aufwiesen, und endete das betreffende Spiel unentschieden, wurde die endgültige Platzierung der beiden Mannschaften durch Elfmeterschießen ermittelt, vorausgesetzt, dass keine andere Mannschaft derselben Gruppe nach Abschluss aller Gruppenspiele dieselbe Anzahl Punkte aufgewiesen hat. Hatten mehr als zwei Mannschaften dieselbe Anzahl Punkte, finden die oberen Kriterien Anwendung.

### Gruppe A
| Pl. | Land     | Sp. | S | U | N | Tore    | Diff. | Punkte |
| --- | -------- | --- | - | - | - | ------- | ----- | ------ |
| 1.  | Spanien  | 3   | 2 | 1 | 0 | 007:400 | +3    | 07     |
| 2.  | Türkei   | 3   | 2 | 0 | 1 | 008:500 | +3    | 06     |
| 3.  | Italien  | 3   | 1 | 0 | 2 | 003:500 | −2    | 03     |
| 4.  | Kroatien | 3   | 0 | 1 | 2 | 002:600 | −4    | 01     |

|                                      |   |          |           |
| 3. Mai 2017 um 13:15 Uhr in Rijeka   |   |          |           |
| Türkei                               | – | Spanien  | 2:3 (2:2) |
| 3. Mai 2017 um 17:45 Uhr in Rijeka   |   |          |           |
| Kroatien                             | – | Italien  | 0:1 (0:0) |
| 6. Mai 2017 um 13:15 Uhr in Rijeka   |   |          |           |
| Kroatien                             | – | Türkei   | 1:4 (0:1) |
| 6. Mai 2017 um 17:45 Uhr in Rijeka   |   |          |           |
| Spanien                              | – | Italien  | 3:1 (1:0) |
| 9. Mai 2017 um 12:00 Uhr in Kostrena |   |          |           |
| Spanien                              | – | Kroatien | 1:1 (0:0) |
| 9. Mai 2017 um 12:00 Uhr in Rijeka   |   |          |           |
| Italien                              | – | Türkei   | 1:2 (1:1) |

### Gruppe B
| Pl. | Land       | Sp. | S | U | N | Tore    | Diff. | Punkte |
| --- | ---------- | --- | - | - | - | ------- | ----- | ------ |
| 1.  | Ungarn     | 3   | 2 | 1 | 0 | 008:300 | +5    | 07     |
| 2.  | Frankreich | 3   | 2 | 0 | 1 | 011:400 | +7    | 06     |
| 3.  | Schottland | 3   | 1 | 1 | 1 | 004:300 | +1    | 04     |
| 4.  | Färöer     | 3   | 0 | 0 | 3 | 000:130 | −13   | 0      |

|                                                    |   |            |           |
| 3. Mai 2017 um 12:00 Uhr in Zagreb (Stadion Lučko) |   |            |           |
| Schottland                                         | – | Färöer     | 2:0 (0:0) |
| 3. Mai 2017 um 14:00 Uhr in Velika Gorica          |   |            |           |
| Ungarn                                             | – | Frankreich | 3:2 (1:1) |
| 6. Mai 2017 um 12:00 Uhr in Zaprešić               |   |            |           |
| Frankreich                                         | – | Färöer     | 7:0 (5:0) |
| 6. Mai 2017 um 16:00 Uhr in Zagreb (Stadion Lučko) |   |            |           |
| Schottland                                         | – | Ungarn     | 1:1 (1:0) |
| 9. Mai 2017 um 16:00 Uhr in Velika Gorica          |   |            |           |
| Frankreich                                         | – | Schottland | 2:1 (1:0) |
| 9. Mai 2017 um 16 Uhr in Zagreb (Stadion Lučko)    |   |            |           |
| Färöer                                             | – | Ungarn     | 0:4 (0:3) |

### Gruppe C
| Pl. | Land                    | Sp. | S | U | N | Tore    | Diff. | Punkte |
| --- | ----------------------- | --- | - | - | - | ------- | ----- | ------ |
| 1.  | Deutschland             | 3   | 3 | 0 | 0 | 015:100 | +14   | 09     |
| 2.  | Irland                  | 3   | 1 | 0 | 2 | 002:900 | −7    | 03     |
| 3.  | Bosnien und Herzegowina | 3   | 1 | 0 | 2 | 002:700 | −5    | 03     |
| 4.  | Serbien                 | 3   | 1 | 0 | 2 | 002:400 | −2    | 03     |

|                                       |   |                         |           |
| 4. Mai 2017 um 12:00 Uhr in Kostrena  |   |                         |           |
| Deutschland                           | – | Bosnien und Herzegowina | 5:0 (2:0) |
| 4. Mai 2017 um 16:30 Uhr in Kostrena  |   |                         |           |
| Serbien                               | – | Irland                  | 1:0 (0:0) |
| 7. Mai 2017 um 12:00 Uhr in Kostrena  |   |                         |           |
| Deutschland                           | – | Serbien                 | 3:1 (2:0) |
| 7. Mai 2017 um 16:30 Uhr in Kostrena  |   |                         |           |
| Irland                                | – | Bosnien und Herzegowina | 2:1 (2:1) |
| 10. Mai 2017 um 12:00 Uhr in Rijeka   |   |                         |           |
| Irland                                | – | Deutschland             | 0:7 (0:3) |
| 10. Mai 2017 um 12:00 Uhr in Kostrena |   |                         |           |
| Bosnien und Herzegowina               | – | Serbien                 | 1:0 (0:0) |

Anmerkung: Da sowohl Irland, Serbien und Bosnien-Herzegowina die Gruppenphase mit drei Punkten abgeschlossen hatten, zählte zunächst der direkte Vergleich zwischen diesen drei Mannschaften für die Plätze 2 bis 4. In diesem Vergleich hatten alle drei Mannschaften drei Punkte erspielt. Danach zählte die Tordifferenz in den Begegnungen zwischen diesen drei Mannschaften (Irland 2:2, Bosnien-Herzegowina 2:2, Serbien 1:1), wodurch Serbien mit der insgesamt besten Tordifferenz der drei Mannschaften, aber nur einem erzielten Tor in den direkten Begegnungen den vierten Platz belegte. Zwischen Irland und Bosnien-Herzegowina zählte schlussendlich der direkte Vergleich, den Irland mit 2:1 gewonnen hatte. Die Iren qualifizierten sich so mit der schlechtesten Tordifferenz der Gruppe als Zweite für das Viertelfinale.

### Gruppe D
| Pl. | Land        | Sp. | S | U | N | Tore    | Diff. | Punkte |
| --- | ----------- | --- | - | - | - | ------- | ----- | ------ |
| 1.  | England     | 3   | 3 | 0 | 0 | 010:100 | +9    | 09     |
| 2.  | Niederlande | 3   | 1 | 1 | 1 | 003:500 | −2    | 04     |
| 3.  | Ukraine     | 3   | 1 | 0 | 2 | 002:500 | −3    | 03     |
| 4.  | Norwegen    | 3   | 0 | 1 | 2 | 003:700 | −4    | 01     |

|                                                                  |   |             |           |
| 4. Mai 2017 um 12:00 Uhr in Zagreb (Stadion sv. Josipa Radnika)  |   |             |           |
| Niederlande                                                      | – | Ukraine     | 1:0 (0:0) |
| 4. Mai 2017 um 14:00 Uhr in Velika Gorica                        |   |             |           |
| Norwegen                                                         | – | England     | 1:3 (1:2) |
| 7. Mai 2017 um 14:00 Uhr in Zagreb (Stadion sv. Josipa Radnika)  |   |             |           |
| England                                                          | – | Ukraine     | 4:0 (3:0) |
| 7. Mai 2017 um 17:45 Uhr in Velika Gorica                        |   |             |           |
| Niederlande                                                      | – | Norwegen    | 2:2 (1:0) |
| 10. Mai 2017 um 16:00 Uhr in Zaprešić                            |   |             |           |
| England                                                          | – | Niederlande | 3:0 (1:0) |
| 10. Mai 2017 um 16:00 Uhr in Zagreb (Stadion sv. Josipa Radnika) |   |             |           |
| Ukraine                                                          | – | Norwegen    | 2:0 (0:0) |

## Finalrunde

### Modus
Endete eine Viertel-, Halbfinalbegegnung, das Endspiel bzw. die Playoff-Begegnung zur U-17-Weltmeisterschaft nach Ablauf der regulären Spielzeit ohne Sieger, wurde dieser durch ein Elfmeterschießen ermittelt. Abweichend zum üblichen Verfahren bei Elfmeterschießen traten die Schützen der Mannschaften A und B dann in der Reihenfolge ABBAABBA etc. an – ähnlich dem Verfahren beim Tie-Break im Tennis. Mit diesem Experiment sollte gemäß der Fair-play-Initiative des International Football Association Board (IFAB) überprüft werden, ob der Startvorteil der Mannschaft A damit reduziert werden konnte. Das neue Verfahren kam im Halbfinale zwischen Deutschland und Spanien zur Anwendung, wo die Spanier als Mannschaft A das Elfmeterschießen gewannen, sowie im Finale zwischen Spanien und England wo die Spanier als Mannschaft B gewannen.

### Übersicht
|  | Viertelfinale | Viertelfinale |         |            | Halbfinale  | Halbfinale |  |  | Finale | Finale |
|  |               |               |         |            |             |            |  |  |        |        |
|  |               |               |         |            |             |            |  |  |        |        |
|  | Ungarn        | 0             |         |            |             |            |  |  |        |        |
|  | Ungarn        | 0             |         |            |             |            |  |  |        |        |
|  | Türkei        | 1             |         |            |             |            |  |  |        |        |
|  | Türkei        | 1             | Türkei  | 1          |             |            |  |  |        |        |
|  |               |               | Türkei  | 1          |             |            |  |  |        |        |
|  |               | England       | 2       |            |             |            |  |  |        |        |
|  | England       | England       | 2       | 1          |             |            |  |  |        |        |
|  | England       |               |         | 1          |             |            |  |  |        |        |
|  | Irland        | 0             |         |            |             |            |  |  |        |        |
|  |               |               | England | 2 (1)      |             |            |  |  |        |        |
|  |               |               |         | Spanien    | 2 (4)E      |            |  |  |        |        |
|  | Spanien       | 3             |         |            |             |            |  |  |        |        |
|  | Frankreich    | 1             |         |            |             |            |  |  |        |        |
|  | Frankreich    | 1             | Spanien | 0 (4)E     |             |            |  |  |        |        |
|  |               |               | Spanien | 0 (4)E     | WM-Play-off |            |  |  |        |        |
|  |               | Deutschland   | 0 (2)   |            |             |            |  |  |        |        |
|  | Deutschland   | Deutschland   | 0 (2)   | 2          | Ungarn      | 0          |  |  |        |        |
|  | Deutschland   |               |         | 2          | Ungarn      | 0          |  |  |        |        |
|  | Niederlande   | 1             |         | Frankreich | 1           |            |  |  |        |        |
|  | Niederlande   | 1             |         |            | 1           |            |  |  |        |        |
|  |               |               |         |            |             |            |  |  |        |        |

E Sieg im Elfmeterschießen

### Viertelfinale
|                                            |   |             |           |
| 12. Mai 2017 um 12:00 Uhr in Velika Gorica |   |             |           |
| Ungarn                                     | – | Türkei      | 0:1 (0:1) |
| 12. Mai 2017 um 17:45 Uhr in Varaždin      |   |             |           |
| Spanien                                    | – | Frankreich  | 3:1 (2:1) |
| 13. Mai 2017 um 12:00 Uhr in Velika Gorica |   |             |           |
| England                                    | – | Irland      | 1:0 (1:0) |
| 13. Mai 2017 um 17:45 Uhr in Zaprešić      |   |             |           |
| Deutschland                                | – | Niederlande | 2:1 (0:1) |

### WM-Qualifikation
Die vier Viertelfinalsieger qualifizieren sich für die U-17-Fußball-Weltmeisterschaft 2017. Der fünfte europäische Teilnehmer der FIFA-U17-Weltmeisterschaft wurde in einem
einzigen K.-o.-Spiel zwischen den beiden besten nicht für das Halbfinale qualifizierten Viertelfinalisten bestimmt. Diese wurden unter Anwendung
folgender Kriterien in der aufgeführten Reihenfolge ermittelt:
a. höhere Position in ihrer Gruppe nach Abschluss der Gruppenphase;
b. höhere Punktzahl aus der Gruppenphase;
c. bessere Tordifferenz aus der Gruppenphase;
d. größere Anzahl erzielter Tore aus der Gruppenphase;
e. höhere Punktzahl aus dem Viertelfinale;
f. bessere Tordifferenz aus dem Viertelfinale;
g. größere Anzahl erzielter Tore aus dem Viertelfinale;
h. geringere Gesamtzahl an Strafpunkten auf der Grundlage der während der Gruppenphase und dem Viertelfinale erhaltenen gelben und roten Karten (rote Karte = 3 Punkte, gelbe Karte = 1 Punkt, Platzverweis nach zwei gelben Karten in einem Spiel = 3 Punkte);
i. bessere Platzierung in der für die Auslosung der Qualifikationsrunde verwendeten Koeffizientenrangliste;
j. Losentscheid.
| Rang | Land        | Gruppenphase | Gruppenphase | Gruppenphase | Gruppenphase | Viertelfinale | Viertelfinale | Viertelfinale |
| Rang | Land        | Rang         | Punkte       | Tore         | Diff.        | Punkte        | Tore          | Diff.         |
| ---- | ----------- | ------------ | ------------ | ------------ | ------------ | ------------- | ------------- | ------------- |
| 1.   | Ungarn      | 1            | 7            | 8:3          | +5           | 0             | 0:1           | −1            |
| 2.   | Frankreich  | 2            | 6            | 11:4         | +7           | 0             | 1:3           | −2            |
| 3.   | Niederlande | 2            | 4            | 3:5          | −2           | 0             | 1:2           | −1            |
| 4.   | Irland      | 2            | 3            | 2:9          | −7           | 0             | 0:1           | −1            |

|                                                                  |   |            |           |
| 16. Mai 2017 um 12:00 Uhr in Zagreb (Stadion sv. Josipa Radnika) |   |            |           |
| Ungarn                                                           | – | Frankreich | 0:1 (0:1) |

### Halbfinale
|                                       |   |             |                |
| 16. Mai 2017 um 17:45 Uhr in Zaprešić |   |             |                |
| Türkei                                | – | England     | 1:2 (0:2)      |
| 16. Mai 2017 um 20:30 Uhr in Varaždin |   |             |                |
| Spanien                               | – | Deutschland | 0:0, 4:2 i. E. |

Das erste Halbfinale zwischen der Türkei und England wurde durch eine schwere Verletzung des englischen Spielers Tashan Oakley-Boothe überschattet. Dieser bekam in der 13. Spielminute im Duell um den Ball von einem Gegenspieler einen Ellbogenschlag ins Gesicht, woraufhin sein Kopf nach hinten weg knickte und Oakley-Boothe bewusstlos zu Boden gesunken ist. Er wurde für fast 15 Minuten auf dem Platz behandelt, unter anderem wurde sein Nacken mit einer Schiene geschützt, bevor er von mehreren Medizinern begleitet auf einer Trage abtransportiert und zu weiteren Untersuchungen in ein Krankenhaus gebracht worden ist. Die Verletzung führte zu einer fünfzehnminütigen Nachspielzeit in der ersten Halbzeit.

### Finale
| Spanien                                                          | Spanien | England | England |
| ---------------------------------------------------------------- | --- | --- | ------- |
| Spanien                                                          | \| Finale \| \| 19. Mai 2017 um 20:00 Uhr in Varaždin (Stadion Anđelko Herjavec) \| \| Ergebnis: 2:2 (1:1), 4:1 i. E. \| \| Schiedsrichter: Jens Maae ( Dänemark) \| \| Spielbericht \|                                                      | \| Finale \| \| 19. Mai 2017 um 20:00 Uhr in Varaždin (Stadion Anđelko Herjavec) \| \| Ergebnis: 2:2 (1:1), 4:1 i. E. \| \| Schiedsrichter: Jens Maae ( Dänemark) \| \| Spielbericht \|                                                                              | England |
| Spanien                                                          | Álvaro Fernández – Juan Miranda, Víctor Chust, Hugo Guillamón, Mateu Morey – Sergio Gómez, Moha (78. Nacho Díaz), Antonio Blanco (60. José Alonso) – Jandro Orellana (56. Carlos Beitia), Abel Ruiz , Ferran Torres Cheftrainer: Santi Denia | Josef Bursik – Lewis Gibson, Jonathan Panzo, Joel Latibeaudiere, Marc Guehi – Callum Hudson-Odoi (76. Aidan Barlow), Alexander Denny, Phil Foden (80. Daniel Loader), George McEachran, Jadon Sancho (80.+3' Jake Vokins) – Rhian Brewster Cheftrainer: Steve Cooper | England |
| Spanien                                                          | 1:1 Morey (38.) 2:2 Díaz (80.+6') | 0:1 Hudson-Odoi (18.) 1:2 Foden (58.) | England |
| Spanien                                                          | Elfmeterschießen | | England |
| Spanien                                                          | 1:0 Ruiz 2:1 Morey 3:1 Gómez 4:1 Chust | 1:1 Barlow 2:1 Brewster schießt an den Pfosten 3:1 Latibeaudiere schießt über das Tor | England |
| Spanien                                                          | Blanco (37.), Miranda (71.), Morey (80.+3'), Fernández (80.+4') | Latibeaudiere (67.), Panzo (80.+4') | England |
| Finale                                                           | | |         |
| 19. Mai 2017 um 20:00 Uhr in Varaždin (Stadion Anđelko Herjavec) | | |         |
| Ergebnis: 2:2 (1:1), 4:1 i. E.                                   | | |         |
| Schiedsrichter: Jens Maae ( Dänemark)                            | | |         |
| Spielbericht                                                     | | |         |

## Beste Torschützen
Nachfolgend aufgelistet sind die besten Torschützen der Endrunde. Die Sortierung erfolgt nach Anzahl der geschossenen Tore, bei gleicher Trefferzahl sind die Vorlagen und danach die Spielminuten ausschlaggebend. Tore, die im Play-off-Spiel zur WM-Qualifikation erzielt wurden, werden von der UEFA nicht im Gesamtwettbewerb mitgezählt.
| Rang | Spieler            | Tore | Vorlagen | Spielminuten |
| ---- | ------------------ | ---- | -------- | ------------ |
| 1    | Amine Gouiri       | 8    | 1        | 291          |
| 2    | Fiete Arp          | 7    | 1        | 374          |
| 3    | Jadon Sancho       | 5    | 5        | 456          |
| 4    | Abel Ruiz          | 4    | 3        | 410          |
| 5    | Elias Abouchabaka  | 3    | 2        | 309          |
| 6    | Callum Hudson-Odoi | 3    | 2        | 466          |
| 7    | Mateu Morey        | 3    | 1        | 400          |
| 8    | Malik Karaahmet    | 3    | 0        | 369          |
| 9    | Sergio Gómez       | 3    | 0        | 432          |
| 10   | Rhian Brewster     | 3    | 0        | 456          |
|      | …                  | …    | …        | …            |
| 19   | John Yeboah        | 1    | 2        | 293          |
| 24   | Yannik Keitel      | 1    | 1        | 320          |
| 31   | Eric Hottmann      | 1    | 0        | 67           |
| 34   | Noah Awuku         | 1    | 0        | 110          |
| 41   | Erik Majetschak    | 1    | 0        | 221          |
| 54   | Lars Lukas Mai     | 1    | 0        | 386          |

## Mannschaft des Turniers
| Torhüter                          | Abwehr                                                                        | Mittelfeld                                                                              | Stürmer                                        | Bester Spieler |
| --------------------------------- | ----------------------------------------------------------------------------- | --------------------------------------------------------------------------------------- | ---------------------------------------------- | -------------- |
| Dominic Kotarski Álvaro Fernández | Mateu Morey Hakim Guenouche Marc Guehi Víctor Chust Jan Boller Jonathan Panzo | George McEachran Claudio Gomes Moha Atalay Babacan Callum Hudson-Odoi Elias Abouchabaka | Phil Foden Abel Ruiz Amine Gouiri Jadon Sancho | Jadon Sancho   |

## Schiedsrichter
Die UEFA nominierte für diese Endrunde acht Schiedsrichter und zwölf Schiedsrichterassistenten aus 20 Nationen sowie vier Schiedsrichter aus dem Gastgeberland Kroatien, die als vierte Offizielle eingesetzt wurden. Es gab keine festen Teams aus Schiedsrichtern und Assistenten.
| Schiedsrichter        | Assistenten               | Vierte Offizielle |
| --------------------- | ------------------------- | ----------------- |
| Dominik Ouschan       | Manuel Nogueira Fernandes | Fran Jović        |
| Nicolas Laforge       | Atom Sewguljan            | Tihomir Pejin     |
| Demetrios Masias      | Radek Kotík               | Duje Strukan      |
| Jens Maae 4           | Mika Lamppu               | Mario Zebec       |
| Anastasios Papapetrou | Idan Yarkoni              |                   |
| Donatas Rumšas        | Samat Tergeussisow        |                   |
| Fábio Veríssimo 3     | Jevgēnijs Morozovs        |                   |
| Mohammed al-Hakim     | Goce Petreski             |                   |
|                       | Paul Robinson             |                   |
|                       | Mircea Mihail Grigoriu    |                   |
|                       | Alexei Woronzow           |                   |
|                       | Ian Bird                  |                   |

## Besonderheiten
- Fiete Arp erzielte im ersten Gruppenspiel gegen Bosnien und Herzegowina in der zweiten Halbzeit innerhalb von 13 Minuten (Tore in der 50., 51. und 62. Minute) einen lupenreinen Hattrick – der schnellste in der Geschichte der U17-EURO.[7][8]
- Frankreich erzielte mit dem 7:0 im zweiten Gruppenspiel gegen die Färöer einen neuen Rekordsieg – zuvor Deutschland -Slowakei 6:0 (1999), Deutschland – Rumänien 8:2 (2001), Dänemark – Finnland 6:0 (2002) und Spanien – Luxemburg 7:1 (2006).[9] Deutschland stellte im letzten Gruppenspiel gegen Irland vier Tage später mit dem gleichen Ergebnis den Rekord ein.
- Deutschland stellte mit 15 Toren in der Gruppenphase einen neuen EM-Rekord auf.[10]
- Irland ist die erste Mannschaft, die mit einer Gesamttordifferenz von −7 das Viertelfinale erreicht – zuvor Schweden und Polen mit jeweils 3:5 Toren 1995 bzw. 1999 und nun auch die Niederlande.

## Fernsehübertragung
Der Sportsender Eurosport sicherte sich die Übertragungsrechte für die U-17-Endrunde. Im Hauptprogramm auf Eurosport 1 wurden sieben Gruppenspiele, inklusive der drei Spiele mit Beteiligung der deutschen Mannschaft, zwei Viertelfinalspiele, beide Halbfinals sowie das Finale übertragen. Auf Eurosport 2 wurden zusätzlich drei Gruppenspiele übertragen, darunter alle Spiele der französischen Mannschaft, die nicht im Hauptprogramm auf Eurosport 1 zu sehen waren.